# An Evening with Adele
An Evening with Adele  é a turnê de estreia da cantora e compositora britânica Adele, tendo como suporte o álbum 19. A turnê contou com 78 shows, que passaram pela Europa e América do Norte. Adele e a turnê ganharam maior notoriedade quando ela cancelou as datas da turnê em 2008, a fim de passar um tempo com seu namorado, um incidente que mais tarde ela lamentou. Uma das últimas apresentações da turnê aconteceu no histórico Hollywood Bowl. Etta James deveria aparecer na apresentação, mas cancelou no último momento devido a motivos de saúde e foi substituída por Chaka Khan. A última apresentação da turnê foi no North Sea Jazz Festival.
O livro oficial da turnê contendo fotos exclusivas e informações dos bastidores está disponível para compra no site oficial de Adele.

## Setlist
1. Cold Shoulder
2. Melt My Heart to Stone
3. Daydreamer
4. Best for Last
5. Right as Rain
6. Many Shades of Black (cover de The Raconteurs)
7. First Love
8. Tired
9. Make You Feel My Love (cover de Bob Dylan)
10. Fool That I Am (cover de Etta James)
11. Hometown Glory

Encore
1. Crazy for You
2. That's It, I Quit, I'm Movin' On (cover de Sam Cooke)
3. Chasing Pavements

## Datas
| Data                      | Cidade          | País           | Local                           |                |                |                |
| 1ª Parte: 2008            | 1ª Parte: 2008  | 1ª Parte: 2008 | 1ª Parte: 2008                  | 1ª Parte: 2008 | 1ª Parte: 2008 | 1ª Parte: 2008 |
| Europa                    | Europa          | Europa         | Europa                          |                |                |                |
| ------------------------- | --------------- | -------------- | ------------------------------- | -------------- | -------------- | -------------- |
| 27 de janeiro de 2008     | Manchester      | Inglaterra     | Royal Northern College of Music |                |                |                |
| 29 de janeiro de 2008     | Bloomsbury      | Inglaterra     | Bloomsbury Theatre              |                |                |                |
| 2 de fevereiro de 2008    | Glasgow         | Escócia        | Classic Grand                   |                |                |                |
| 3 de fevereiro de 2008    | Birmingham      | Inglaterra     | The Glee Club                   |                |                |                |
| 2 de março de 2008        | Dublin          | Irlanda        | Crawdaddy                       |                |                |                |
| 4 de março de 2008        | Bruxelas        | Bélgica        | Ancienne Belgique               |                |                |                |
| 6 de março de 2008        | Hamburgo        | Alemanha       | Stage Club                      |                |                |                |
| América do Norte          |                 |                |                                 |                |                |                |
| 12 de março de 2008       | Austin          | Estados Unidos | Austin Music Hall               |                |                |                |
| 13 de março de 2008       | Austin          | Estados Unidos | Austin Music Hall               |                |                |                |
| 17 de março de 2008       | Manhattan       | Estados Unidos | Joe's Pub                       |                |                |                |
| 18 de março de 2008       | Manhattan       | Estados Unidos | Joe's Pub                       |                |                |                |
| 20 de março de 2008       | Los Angeles     | Estados Unidos | Hotel Café                      |                |                |                |
| 25 de março de 2008       | Montreal        | Canadá         | Saint Laurent Open Venue        |                |                |                |
| 27 de março de 2008       | Toronto         | Canadá         | The Rivoli                      |                |                |                |
| Europa                    |                 |                |                                 |                |                |                |
| 23 de abril de 2008       | Cardiff         | País de Gales  | St. David's Hall                |                |                |                |
| 24 de abril de 2008       | Newcastle       | Inglaterra     | Journal Tyne Theatre            |                |                |                |
| 26 de abril de 2008       | Edimburgo       | Escócia        | Queen's Hall                    |                |                |                |
| 28 de abril de 2008       | York            | Inglaterra     | Grand Opera House               |                |                |                |
| 30 de abril de 2008       | Salford         | Inglaterra     | Lyric Theatre                   |                |                |                |
| 1 de maio de 2008         | Cambridge       | Inglaterra     | Cambridge Corn Exchange         |                |                |                |
| 3 de maio de 2008         | Southampton     | Inglaterra     | Southampton Guildhall           |                |                |                |
| 4 de maio de 2008         | Birmingham      | Inglaterra     | New Alexandra Theatre           |                |                |                |
| 6 de maio de 2008         | Hammersmith     | Inglaterra     | Shepherd's Bush Empire          |                |                |                |
| 7 de maio de 2008         | Hammersmith     | Inglaterra     | Shepherd's Bush Empire          |                |                |                |
| 10 de maio de 2008        | Maidstone       | Inglaterra     | Mote Park                       |                |                |                |
| 16 de maio de 2008        | Dublin          | Irlanda        | Vicar Street                    |                |                |                |
| América do Norte          |                 |                |                                 |                |                |                |
| 21 de maio de 2008        | West Hollywood  | Estados Unidos | Roxy Theatre                    |                |                |                |
| 23 de maio de 2008        | San Francisco   | Estados Unidos | Bimbo's 365 Club                |                |                |                |
| 26 de maio de 2008        | Vancouver       | Canadá         | Red Room                        |                |                |                |
| 27 de maio de 2008        | Seattle         | Estados Unidos | The Triple Door                 |                |                |                |
| 29 de maio de 2008        | Portland        | Estados Unidos | Mission Theater                 |                |                |                |
| 31 de maio de 2008        | Chicago         | Estados Unidos | Martyr's                        |                |                |                |
| 2 de junho de 2008        | Minneapolis     | Estados Unidos | Theatre de la Jeune Lune        |                |                |                |
| 6 de junho de 2008        | Toronto         | Canadá         | Queen Elizabeth Theatre         |                |                |                |
| 7 de junho de 2008        | Montreal        | Canadá         | Outremont Theatre               |                |                |                |
| 11 de junho de 2008       | Manhattan       | Estados Unidos | Highline Ballroom               |                |                |                |
| 12 de junho de 2008       | Manhattan       | Estados Unidos | Highline Ballroom               |                |                |                |
| 14 de junho de 2008[a]    | Manchester      | Estados Unidos | Great Stage Park                |                |                |                |
| 16 de junho de 2008       | Filadélfia      | Estados Unidos | World Cafe Live                 |                |                |                |
| 18 de junho de 2008       | Washington      | Estados Unidos | Sixth & I                       |                |                |                |
| 22 de junho de 2008       | Boulder         | Estados Unidos | Fox Theatre                     |                |                |                |
| Europa                    |                 |                |                                 |                |                |                |
| 28 de junho de 2008       | Paris           | França         | La Cigale                       |                |                |                |
| 11 de julho de 2008       | Berlim          | Alemanha       | Postbahnhof                     |                |                |                |
| 13 de julho de 2008[b]    | Montreux        | Suíça          | Miles Davis Hall                |                |                |                |
| 14 de julho de 2008       | Amsterdã        | Países Baixos  | Paradiso                        |                |                |                |
| 20 de julho de 2008[c]    | Westminster     | Inglaterra     | Somerset House                  |                |                |                |
| 25 de julho de 2008       | Shepherd's Bush | Inglaterra     | Bush Hall                       |                |                |                |
| 12 de novembro de 2008[d] | Islington       | Inglaterra     | Union Chapel                    |                |                |                |
| 21 de dezembro de 2008[e] | Camden Town     | Inglaterra     | The Roundhouse                  |                |                |                |
| 2ª Parte: 2009            |                 |                |                                 |                |                |                |
| América do Norte          |                 |                |                                 |                |                |                |
| 14 de janeiro de 2009     | Somerville      | Estados Unidos | Somerville Theatre              |                |                |                |
| 16 de janeiro de 2009     | Filadélfia      | Estados Unidos | Theatre of Living Arts          |                |                |                |
| 17 de janeiro de 2009     | Washington      | Estados Unidos | 9:30 Club                       |                |                |                |
| 19 de janeiro de 2009     | Chicago         | Estados Unidos | Park West                       |                |                |                |
| 20 de janeiro de 2009     | Saint Paul      | Estados Unidos | Fitzgerald Theater              |                |                |                |
| 22 de janeiro de 2009     | Denver          | Estados Unidos | Bluebird Theater                |                |                |                |
| 23 de janeiro de 2009     | Murray          | Estados Unidos | Murray Theatre                  |                |                |                |
| 26 de janeiro de 2009     | Seattle         | Estados Unidos | Neumos                          |                |                |                |
| 27 de janeiro de 2009     | Portland        | Estados Unidos | Wonder Ballroom                 |                |                |                |
| 29 de janeiro de 2009     | San Francisco   | Estados Unidos | Warfield Theatre                |                |                |                |
| 30 de janeiro de 2009     | Los Angeles     | Estados Unidos | Wiltern Theatre                 |                |                |                |
| 10 de março de 2009       | San Diego       | Estados Unidos | House of Blues                  |                |                |                |
| 11 de março de 2009       | Scottsdale      | Estados Unidos | Maritini Ranch                  |                |                |                |
| 13 de março de 2009       | Austin          | Estados Unidos | La Zona Rosa                    |                |                |                |
| 14 de março de 2009       | Houston         | Estados Unidos | Warehouse Live                  |                |                |                |
| 15 de março de 2009       | Houston         | Estados Unidos | Warehouse Live                  |                |                |                |
| 16 de março de 2009       | Dallas          | Estados Unidos | Granada Theatre                 |                |                |                |
| 17 de março de 2009       | Atlanta         | Estados Unidos | Variety Playhouse               |                |                |                |
| 18 de março de 2009       | Atlanta         | Estados Unidos | Variety Playhouse               |                |                |                |
| 19 de março de 2009       | Nashville       | Estados Unidos | Mercy Lounge                    |                |                |                |
| 21 de março de 2009       | Detroit         | Estados Unidos | Saint Andrew's Hall             |                |                |                |
| 22 de março de 2009       | Cleveland       | Estados Unidos | Beachland Ballroom              |                |                |                |
| Europa                    |                 |                |                                 |                |                |                |
| 17 de abril de 2009       | Amsterdã        | Países Baixos  | Heineken Music Hall             |                |                |                |
| 18 de abril de 2009       | Groningen       | Países Baixos  | De Oosterpoort                  |                |                |                |
| América do Norte          |                 |                |                                 |                |                |                |
| 29 de abril de 2009       | Montreal        | Canadá         | Métropolis                      |                |                |                |
| 30 de abril de 2009       | Toronto         | Canadá         | Massey Hall                     |                |                |                |
| 2 de maio de 2009         | Boston          | Estados Unidos | Orpheum Theatre                 |                |                |                |
| 4 de maio de 2009         | Filadélfia      | Estados Unidos | Electric Factory                |                |                |                |
| 5 de maio de 2009         | Manhattan       | Estados Unidos | Roseland Ballroom               |                |                |                |
| 28 de junho de 2009       | Los Angeles     | Estados Unidos | Hollywood Bowl                  |                |                |                |
| Europa                    |                 |                |                                 |                |                |                |
| 12 de julho de 2009[f]    | Roterdã         | Países Baixos  | Theater Hal 1                   |                |                |                |